# Nontron
Nontron is een gemeente in het Franse departement Dordogne (regio Nouvelle-Aquitaine). De plaats is de onderprefectuur van het arrondissement Nontron. Het is de onofficiële hoofdstad van de Périgord Vert. Nontron telde op 1 januari 2022 3.049 inwoners.
Nontron is bekend voor de productie van vouwmessen.

## Geschiedenis
De plaats is ontstaan op een heuvel boven de Bandiat. Daar werd in de middeleeuwen een versterkte burcht met een donjon en twee torens opgetrokken. Hier was het kasteel van de heren van Nontron. In 1258 werd de burcht een bezit van de burggraven van Limoges. In de elfde eeuw werd er binnen de kasteelmuren een romaanse kerk gebouwd. Deze kerk, gewijd aan de heilige Stefanus, werd in de zeventiende eeuw de parochiekerk van Nontron en werd ook Grande Église genoemd. Deze Saint-Étiennekerk werd gesloopt tussen 1814 en 1826. Een deel van de burcht was vernield tijdens de Franse Revolutie. Maar rond 1848 werd het grootste deel van de burcht nog intact. Ze werd in de tweede helft van de negentiende eeuw gesloopt. Naast de burcht werd een bescheiden paleis gebouwd, dat omstreeks 1700 verloren ging in een brand. Rond 1770 werd een nieuw paleis gebouwd, het Château des Cordeliers. Dit is sinds 1984 eigendom van de gemeente.
Nontron telde verschillende kloosters. De franciscanen (of cordeliers) hadden sinds de veertiende eeuw een klooster in de stad. Dit werd gesloopt na de Franse Revolutie en op de plaats ervan werden het gerechtsgebouw en de gebouwen van de onderprefectuur en de gendarmerie opgetrokken.
In 1883 kreeg Nontron een treinstation. Er was aanvankelijk eerst een verbinding met het station Queroy-Pranzac (Angoulême). Na de bouw van een viaduct over de Bandiat in 1887 kwam er ook een treinverbinding met Thiviers. Het station sloot voor reizigersverkeer in 1940 en voor vrachtverkeer in 1975.

## Geografie
De oppervlakte van Nontron bedraagt 24,67 km², de bevolkingsdichtheid is 124 inwoners per km² (per 1 januari 2019). De Bandiat, een zijrivier van de Tardoire, stroomt door de gemeente.
De onderstaande kaart toont de ligging van Nontron met de belangrijkste infrastructuur en aangrenzende gemeenten.

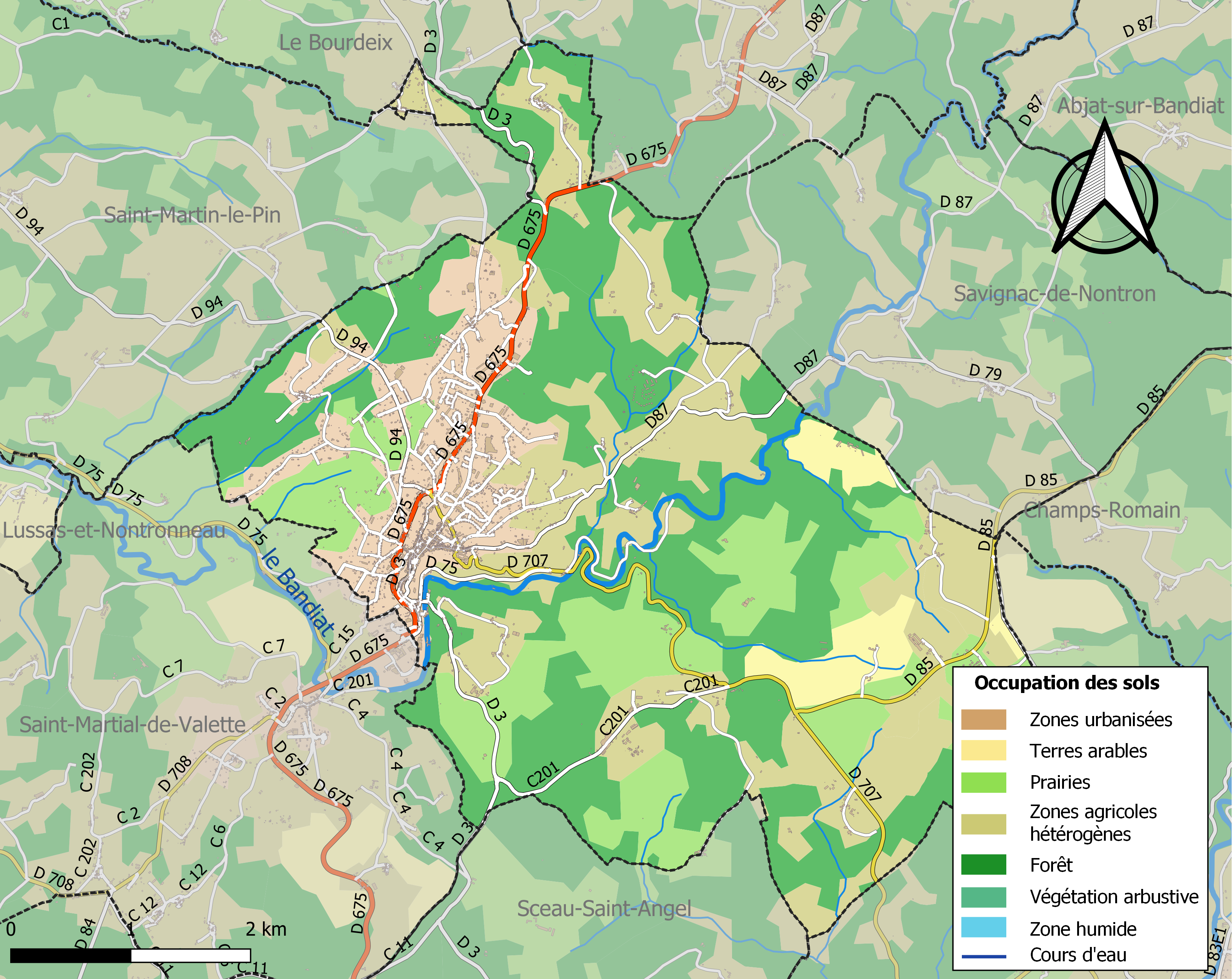

## Demografie
Onderstaande figuur toont het verloop van het inwonertal (bron: INSEE-tellingen).